# Operator (wiskunde)
In de wiskunde, in de logica en bij rekenen is de eerste betekenis van een operator die van bewerking op een of meer operanden. De vier hoofdbewerkingen van de rekenkunde zijn: optellen, aftrekken, vermenigvuldigen en delen. In de uitdrukking '2 keer 3' bijvoorbeeld is de operator de vermenigvuldiging. De operanden zijn de getallen 2 en 3.
Meer algemeen is een operator niet meer dan een andere naam en notatie voor een functie en zijn operanden een andere naam voor de argumenten van die functie. Zo kan de vermenigvuldingsoperator ook worden geschreven als functie
{\displaystyle \operatorname {keer} (x,y)=x\times y}
De uitdrukking '2 keer 3' wordt in deze notatie: {\displaystyle \operatorname {keer} (2,3)}
Het gebruikte symbool, zoals het plusteken, wordt wel de operator genoemd, terwijl de functie de bewerking wordt genoemd. De bewerkingsvolgorde van de operatoren in een uitgebreide rekenopgave is vast bepaald. 
De operatorentheorie is de tak van de functionaalanalyse die lineaire afbeeldingen tussen topologische vectorruimten bestudeert. Als toepassing hiervan worden in de kwantummechanica onder meer plaats- en impulsoperatoren bestudeerd.